# Virus Bulletin
Virus Bulletin – magazyn poświęcony zagadnieniom z zakresu cyberbezpieczeństwa oraz niezależna organizacja zajmująca się porównywaniem oprogramowania zabezpieczającego. Magazyn został założony w 1989 roku.
Organizacja zajmuje się testowaniem dostępnego na rynku oprogramowania antywirusowego. Pierwsze niezależne testy VB100 przeprowadzono w 1998 roku. Program używający logo posiadacza certyfikatu musi spełnić kilka warunków, tj. wykryć wszystkie testowane wirusy podczas skanowania na żądanie i zachowania rezydentnego przy jednoczesnym braku fałszywych alarmów (przy stosowaniu ustawień domyślnych).
Virus Bulletin organizuje także konferencje informatyczne, których celem jest upowszechnianie wiedzy o szkodliwym oprogramowaniu i prezentacja metod obrony przed zagrożeniami cyfowymi.